# Paron (Frankrijk)
Paron is een gemeente in het Franse departement Yonne (regio Bourgogne-Franche-Comté). De plaats maakt deel uit van het arrondissement Sens. Paron telde op 1 januari 2022 4.855 inwoners. Het is een voorstad van Sens.

## Geschiedenis
Tot de 19e eeuw was Paron een landbouwdorp met veel wijnboeren. Tussen de 16e en 18e eeuw genoot de wijn uit Paron een goede reputatie. In 1787 telde de gemeente 190 ha aan wijngaarden. Dit werden 130 ha in 1829. De druifluis gaf aan het einde van de 19e eeuw de doodsteek aan de wijnbouw in de gemeente. Tijdens de tweede helft van de 20e eeuw verstedelijkte de gemeente gedeeltelijk en groeide de bevolking snel.

## Geografie
De oppervlakte van Paron bedroeg op 1 januari 2022 10,51 vierkante kilometer; de bevolkingsdichtheid was toen 461,9 inwoners per km². De gemeente ligt aan de Yonne.
De onderstaande kaart toont de ligging van Paron met de belangrijkste infrastructuur en aangrenzende gemeenten.

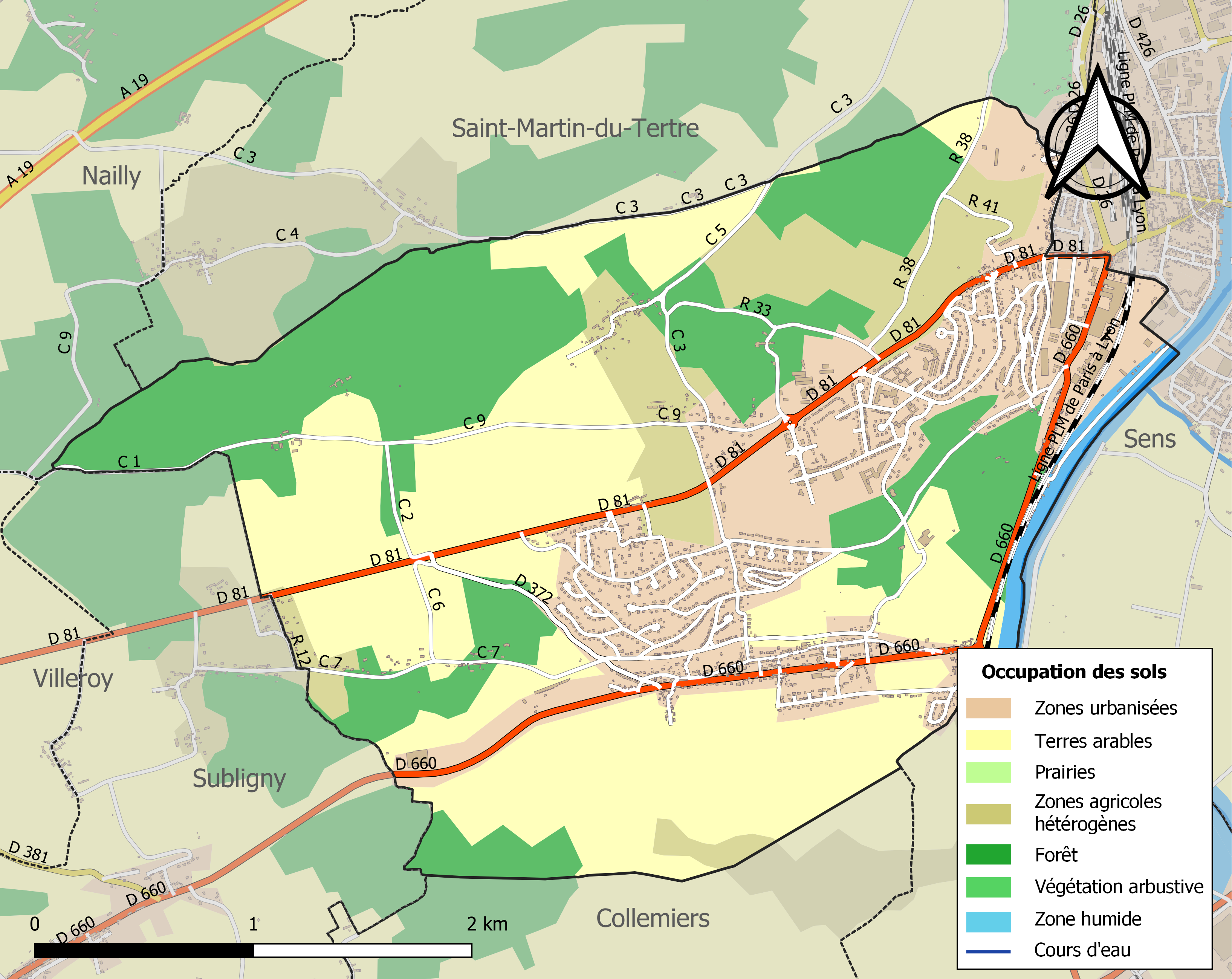

## Demografie
Onderstaande figuur toont het verloop van het inwonertal (bron: INSEE-tellingen).